# مشاكلة (علم البديع)
المشاكلة في اصطلاح علم البديع هي ذكر معنى بلفظ غيره لوقوعه في صحبة ذلك الغير وقوعا محققا أو مقدرا. مثال الأول قول ﴿تعلم ما في نفسي ولا أعلم ما في نفسك﴾ حيث أطلق النفس على ذات الله تعالى.
فإن قيل النفس قد تطلق ويراد به الذات وقد تطلق ويراد به القلب والمشاكلة إنما تتصور بالمعنى الثاني لا بالمعنى الأول فإن الذات قد يطلق عليه تعالى، قلنا إطلاق النفس بأي معنى كان عليه تعالى ليس بحقيقة.
المثال الثاني وقول ﴿صبغة الله ومن أحسن من الله صبغة ونحن له عابدون﴾.